# Джо Ковач
Джозеф Матіас Ковач (англ. Joseph Mathias Kovacs, нар. 28 червня 1989) — американський легкоатлет, який спеціалузіється в штовханні ядра, срібний призер Олімпійських ігор, чемпіон світу.

## Виступи на основних міжнародних змаганнях
| Рік             | Змагання              | Місце проведення         | Місце           | Результат       | Примітки        |
| Представник США | Представник США       | Представник США          | Представник США | Представник США | Представник США |
| --------------- | --------------------- | ------------------------ | --------------- | --------------- | --------------- |
| 2013            | Універсіада           | Казань                   | —               | NM              |                 |
| 2014            | Континентальний кубок | Марракеш                 | 3               | 20.87 м         |                 |
| 2015            | Чемпіонат світу       | Пекін, Китай             | 1               | 21.93 м         |                 |
| 2016            | Олімпійські ігри      | Ріо-де-Жанейро, Бразилія | 2               | 21.78 м         |                 |
| 2017            | Чемпіонат світу       | Лондон, Велика Британія  | 2               | 21.66 м         |                 |
| 2019            | Чемпіонат світу       | Доха, Катар              | 1               | 22.91 м         | [ 3 ]           |
| 2021            | Олімпійські ігри      | Токіо, Японія            | 2               | 22.65 м         |                 |
| 2022            | Чемпіонат світу       | Юджин, США               | 2               | 22.89 м         | SB              |
| 2023            | Чемпіонат світу       | Будапешт, Угорщина       | 3               | 22.12 м         |                 |